# バリューワン
バリューワン株式会社（英称：VALUEONE Co., Ltd.）は、栄養補助食品「サメ軟骨（鮫軟骨）」の健康食品メーカーである。
2005年12月にサメ軟骨としては日本初の保健機能食品（ビオチン）に準拠した3種類のサメ軟骨（オリジナル・タブレット・ヨーグルトフレーバー）を発売。
2006年11月に純度100％のフカヒレ微粉末のみを使用した「バリューワンのフカヒレ100％」を発売。

## 沿革
- 2004年5月 - 会社設立。
- 2008年2月13日 - 本社を「神奈川県横浜市南区」から「東京都町田市」に移動。
- 2010年1月7日 - 本社を「東京都町田市から「東京都目黒区洗足」に移動。